# 新海大橋

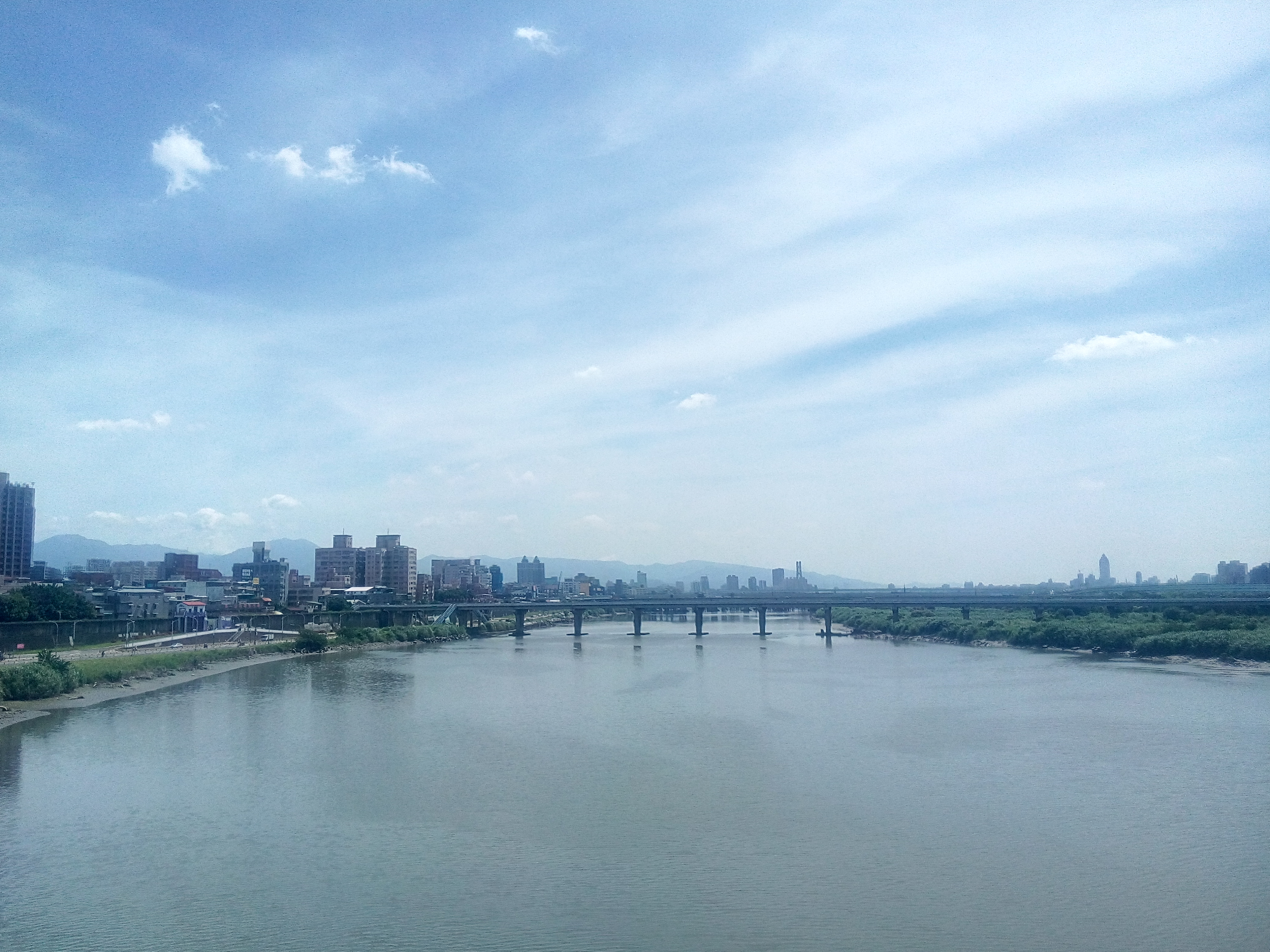
新海橋遠景

新海大橋，為臺灣一座跨越大漢溪的公路橋樑，位於新北市板橋區與新莊區，承載市道106號，兩端銜接板橋區中正路及新海路與新莊區大觀街，是板橋與新莊二地重要的交通往來橋樑之一。由於橋面寬度不足以應付板橋與新莊之間日益增加的交通流量，政府於是在1983年於新海橋下游約700公尺處興建大漢橋。「新海」之名，源自於橋樑連結的兩端「新莊」與「海山」地區。

## 沿革

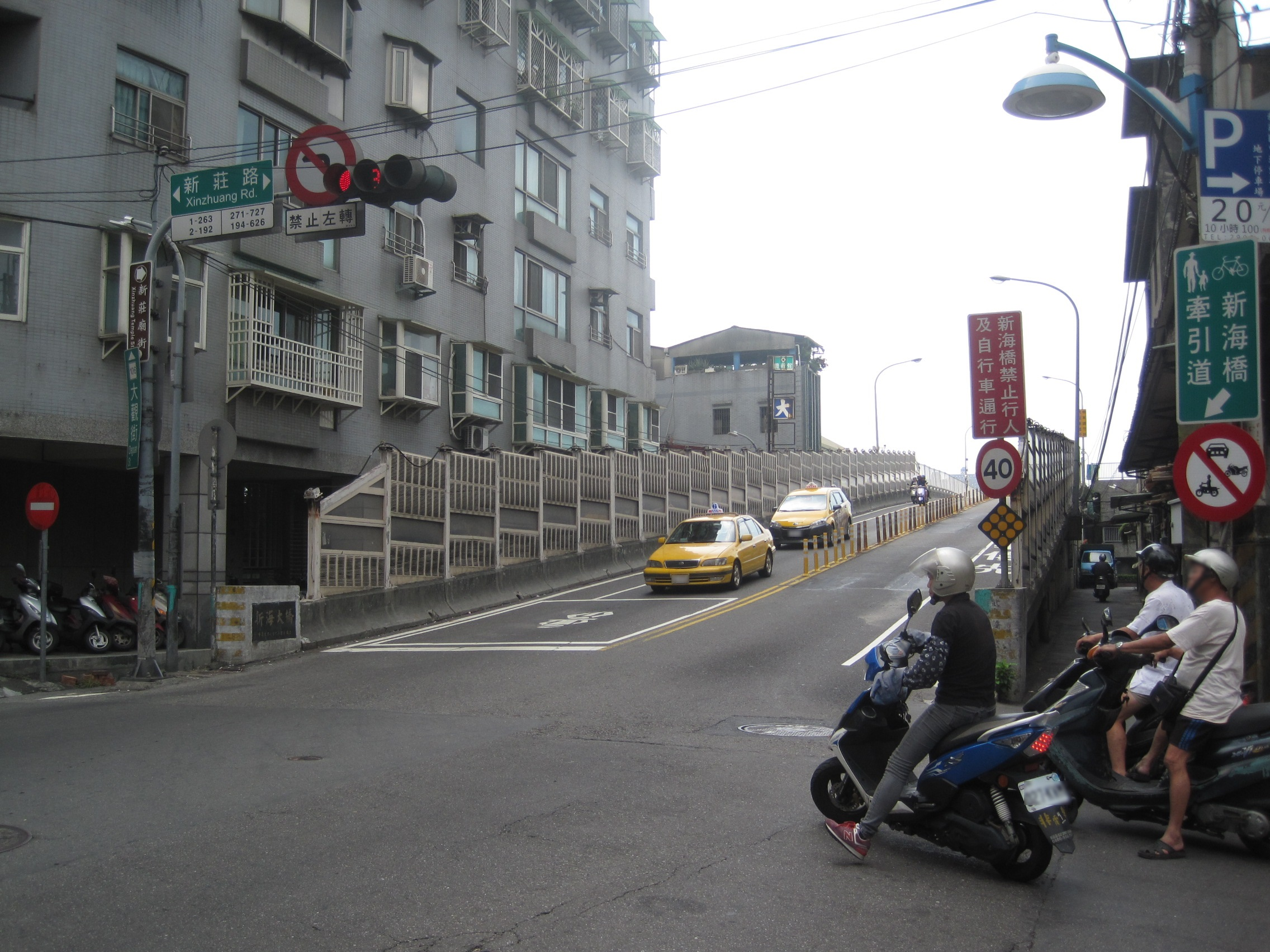
新海大橋新莊端

1945年中華民國接管臺灣後，以板橋火車站為中心的公路陸續舖設，1963年（民國52年）開始架建通往新莊的新海橋，次年（1964年）完工，連結了板橋江子翠及新莊文德里。1986年（民國75年）因橋梁逾齡，且橋頭設計不良，影響交通而拆除改建，並加闢新海路做為新海大橋板橋端的另一個上橋路口，1990年（民國79年）興建完工。

## 諸元
新海橋跨越大漢溪兩堤防間的主橋有20跨19墩，約540公尺長，最大標準跨為長約28公尺的3支PCU簡支梁，雙向各設置快車道、慢車道和行人步道。

## 腳踏車和牽引道
該橋因橋面過陡、路寬較窄，會車數多，不開放自行車騎行。其牽引道亦不得騎行。

## 附近設施
- 新海人工濕地

## 事件
王曉珮落水案